# マビンリン
マビンリン（Mabinlin）は、雲南省に生育するマビンロウ（Capparis masaikai）から単離される甘味を持つタンパク質である。4つのホモログがあるが、マビンリン-2が1983年に初めて単離され、1993年に性質が調べられ、4つの中で最も研究が進んでいる。その他のマビンリン-1、-3、-4は、1994年に発見された。

## タンパク質構造
4つのマビンリンのアミノ酸配列は、非常によく似ている。

A鎖

M-1: EPLCRRQFQQ HQHLRACQRY IRRRAQRGGL VD

M-2: QLWRCQRQFL QHQRLRACQR FIHRRAQFGG QPD 

M-3: EPLCRRQFQQ HQHLRACQRY LRRRAQRGGL AD 

M-4: EPLCRRQFQQ HQHLRACQRY LRRRAQRG 

B鎖

M-1: EQRGPALRLC CNQLRQVNKP CVCPVLRQAA HQQLYQGQIE GPRQVRQLFR AARNLPNICK IPAVGRCQFT RW

M-2: QPRRPALRQC CNQLRQVDRP CVCPVLRQAA QQVLQRQIIQ GPQQLRRLFD AARNLPNICN IPNIGACPFR AW

M-3: EQRGPALRLC CNQLRQVNKP CVCPVLRQAA HQQLYQGQIE GPRQVRRLFR AARNLPNICK IPAVGRCQFT RW

M-4: EQRGPALRLC CNQLRQVNKP CVCPVLRQAA HQQLYQGQIE GPRQVRRLFR AARNLPNICK IPAVGRCQFT RW

Amino acid sequence of Mabinlins homologues are adapted from Swiss-Prot biological database of protein.

マビンリン-1、-3、-4の分子量は、それぞれ12.3kDa、12.3kDd、11.9kDaである。
マビンリン-2の分子量は10.4kDaで、その他よりも軽い。A鎖とB鎖のヘテロダイマーとなっており、A鎖は33アミノ酸残基、B鎖は72アミノ酸残基から構成される。B鎖は2つの分子内ジスルフィド結合を持ち、また2つの分子間ジスルフィド結合を介してA鎖と結合している。
マビンリン-2は、既知の最も高い耐熱性を持つ甘味タンパク質であるが、これは4つのジスルフィド結合を持つためである。マビンリンホモログの間での耐熱性の違いは、B鎖の47番アミノ酸がアルギニン残基（耐熱性ホモログ）であるかグルタミン残基（非耐熱性ホモログ)であるかの違いであることも示唆されている。

## 甘さの性質
マビンリンの甘さは、モルベースでスクロースの約100から400倍と推定されており、重量ベースでスクロースより10倍甘い。ソーマチンよりも低いが、似たような甘さのプロファイルを引き出す。
マビンリン-2の甘さは、80℃で48時間インキュベートしても変わらない。
マビンリン-3と-4の甘さは、80℃で1時間置いても変わらないが、マビンリン-1は、同じ条件に1時間置くと甘さを失う。

## 甘味料として
マビンリンは水に溶けやすく非常に甘いが、中でも高い耐熱性を持つマビンリン-2が甘味料に適している。
過去数十年間、マビンリン-2の人工合成の取組みが続けられてきた。1998年に段階的な固相法による合成に成功したが、合成タンパク質は、渋い甘さであった。
マビンリン-2は、組換えジャガイモの塊茎でも発現するが、明確な結果は報告されていない。しかし、クローニングやDNAシークエンシングによる組換えマビンリンの生産を保護する特許は、発行されている。